# Faustin Rucogoza
Faustin Rucogoza (mort el 7 d'abril de 1994) va ser un polític de Ruanda i ministre d'Informació del Govern de transició ampliat entre finals de 1993 i abril de 1994. Va ser assassinat a l'inici de la guerra Genocidi ruandès. Era hutu.
El novembre de 1993 i de nou el 10 de febrer de 1994, Rucogoza va emetre avisos a l'estació de ràdio extremista RTLM contra la difusió de material que podria incitar a l'odi ètnic. Expressaven sentiments semblants contra la primera ministra Agathe Uwilingiyimana al novembre de 1993. 
El 6 d'abril, el dia del genocidi, Rucogoza i la seva esposa van ser detinguts per l'exèrcit i portats al camp de la Guàrdia Presidencial. El matí del 7 d'abril, el comandant de la Guàrdia, Major Protais Mpiranya, va dir que Rucogoza i la seva esposa estaven al campament. Ell suposadament va respondre preguntant als seus soldats per què els mantenien. Poc després, tots dos van morir.